# Bombardement de l'Asie du Sud-Est (1944-1945)
Théâtre d'Asie du Sud-Est de la guerre du Pacifique
Batailles
- Opération Cockpit
- Opération Transom
- Opération Matterhorn (Pelembang - Kuala Lumpur)
- Bombardements de Bangkok (1942-45)
- Bombardements de Singapour (1944-45)
- Opération Crimson
- Opération Banquet (Padang)
- Opération Light
- Opération Millet
- Opération Outflank (Robson - Lentil - Meridian)
- Opération Sunfish
- Opération Bishop
- Opération Balsam
- Opération Collie
- Opération Livery

Japon :
- Raid de Doolittle
- Bombardements stratégiques sur le Japon (Tokyo
- Yokosuka
- Kure
- Hiroshima et Nagasaki)
- Raids aériens japonais des îles Mariannes
- Campagne des archipels Ogasawara et Ryūkyū
- Opération Famine
- Bombardements navals alliés sur le Japon
- Baie de Sagami
- Invasion de Sakhaline
- Invasion des îles Kouriles
- Opération Downfall
- Reddition du Japon

Pacifique central :
- Pearl Harbor
- Guam (1941)
- Wake
- Raid sur les îles Gilbert et Marshall
- Opération K
- Midway
- Opération RY
- Campagne des îles Gilbert et Marshall
- Campagne des îles Mariannes et Palaos
- Campagne des archipels Ogasawara et Ryūkyū
- Opération Inmate

Pacifique du sud-ouest :
- Nauru
- Invasion des Philippines (1941-42)
- Invasion des Indes orientales néerlandaises
- Opérations de l'Axe dans les eaux australiennes
- Raids aériens japonais sur l'Australie (1942-43)
- Opération Ke
- Campagne des îles Salomon
- Campagne de Nouvelle-Guinée
- Campagne des Philippines
- Campagne de Bornéo (1945)

Asie du sud-est :
- Invasion de l'Indochine (1940)
- Océan Indien (1940-45)
- Guerre franco-thaïlandaise
- Invasion de la Thaïlande
- Campagne de Malaisie
- Hong Kong
- Singapour
- Campagne de Birmanie
- Opération Kita
- Indochine (1945)
- Détroit de Malacca
- Opération Jurist
- Opération Tiderace
- Opération Zipper
- Bombardements stratégiques (1944-45)

Guerre sino-japonaise
Front d'Europe de l’Ouest
Front d'Europe de l’Est
Bataille de l'Atlantique
Campagnes d'Afrique, du Moyen-Orient et de Méditerranée
Théâtre américain
De 1944 à 1945, au cours de la phase finale de la Seconde Guerre mondiale, les Alliés entreprirent le bombardement stratégique de l'Asie du Sud-Est, engageant essentiellement des forces aéronavales. Les principales cibles des raids aériens alliés étaient la Thaïlande et l'Indochine française occupée par l'empire du Japon.

## Opérations de la Royal Navy

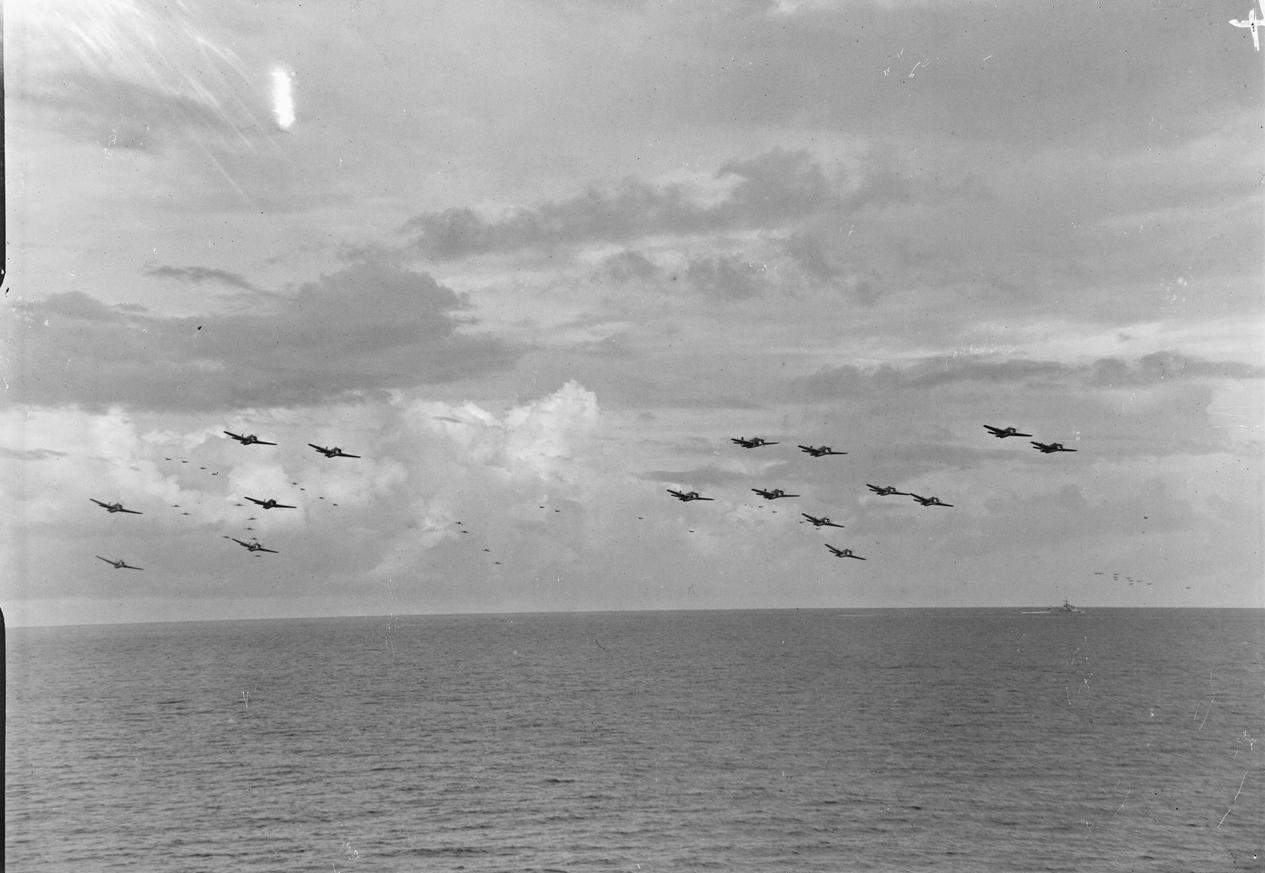
Bombardiers torpilleurs Grumman Avenger du HMS Indefatigable formant pour un raid sur une raffinerie de pétrole japonaise à Pangkalan Brandan, Sumatra

En 1944, la kriegsmarine ne représentait plus une menace majeure et la Royal Navy était en mesure de transférer des unités majeures en Extrême-Orient. Cela répondrait à un souhait britannique de s'impliquer dans la guerre du Pacifique. Cependant, il fallait d'abord une expérience des opérations navales aériennes à grande échelle et des procédures américaines. À cette fin et pour dégrader les capacités japonaises, des attaques ont été menées contre des installations pétrolières indonésiennes, certaines de concert avec le porte-avions américain USS Saratoga (CV-3)
- Cockpit - Sabang : Raid du 19 avril 1944
- Transom - Surabaya : Raid du 17 mai 1944
- Port Blair (Îles Andaman) : Raid du 19 juin 1944
- Crimson - Sabang : Raid du 25 juillet 1944
- Banquet - Padang : Raid du 24 août 1944
- Light - Sigli : Raid du 16 23 septembre 1944
- Millet - Îles Nicobar : Raid du 17 au 20 octobre 1944
- Robson - Pangkalan Brandan : Raid du 20 décembre 1944
- Lentil - Pangkalan Brandan (Sumatra du Nord) : Raid du 4 janvier 1945
- Meridian - Palembang Raid One 24 janvier 1945, Raid Two 29 janvier 1945
- Sunfish[1]  -  Sabang : Raid du 14 au 16 avril 1945
- Bishop[2] - Opération de leurre naval pour empêcher toute action aérienne japonaise  27 avril 1945 au 6 mai 1945
- Balsam -  Sumatra : Raid du 10 au 20 juin 1945
- Collie -  Îles Nicobar : Raid du 5 au 11 juillet 1945
- Livery -  Thaïlande : Raid du 19 au 29 juillet 1945

## Campagne de bombardement en Indochine
Parce que l'Indochine française est restée fidèle au Régime de Vichy et a fait de nombreuses concessions au Japon, y compris permettre aux troupes japonaises, aux navires et aux avions d'être stationnés en Cochinchine, les Alliés ont ciblé les installations industrielles et militaires en Indochine neutre à partir de 1942. En cela, les Alliés étaient aidé par un jeune officier de marine français, Robert Meynier, qui, à partir de mai 1943, organisa un réseau d'informateurs dans la bureaucratie de l'Indochine française. Avant l'effondrement du réseau à la mi-1944, il a réussi à fournir des informations sur les cibles de bombardement, la localisation des troupes japonaises et les fortifications. 
- En août 1942, la quatorzième force aérienne des États-Unis, basé dans le sud de la Chine, a entrepris les premiers raids aériens en Indochine.
- En septembre 1943, les États-Unis ont accéléré le rythme des bombardements, frappant à plusieurs reprises le port de Haïphong (À la fin de 1944, les Japonais évitaient entièrement Haiphong).
- À la fin de 1943, les Américains ont commencé à attaquer les mines de phosphate de Lào Cai et Cao Bằng. Dans tout cela, l'armée de l'air a eu l'aide de "GBT", un réseau multiethnique (et peut-être franc-maçon) d'espions et d'informateurs travaillant en dehors du contrôle de Vichy ou des Français libres. En septembre 1944, les Américains lancèrent des tracts en français et en vietnamien montrant des photos de la libération de Paris et citant divers correspondants de guerre joviaux venus d'Europe.

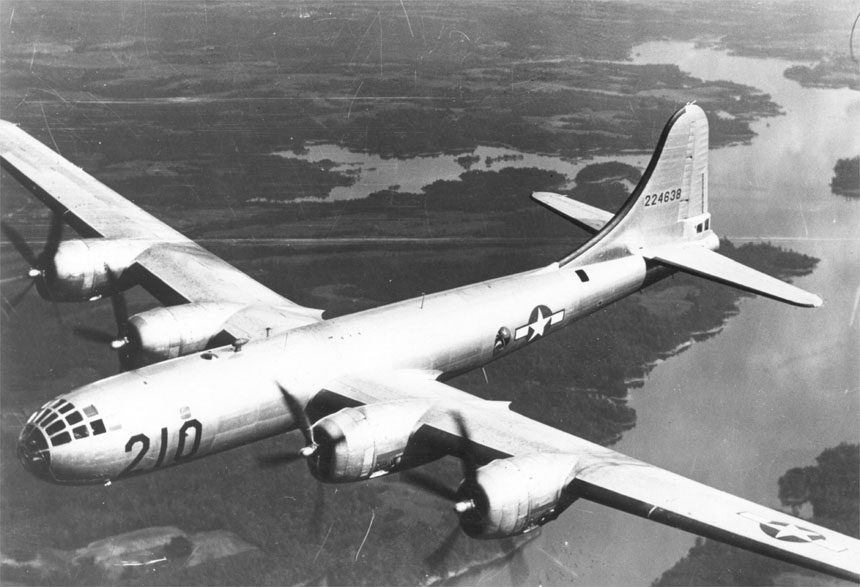
Bombardier B-29

Le charbon extrait dans la région de Hạ Long autour de Haiphong était expédié vers le sud le long de la côte, soit par train, soit par jonque, pour être converti en gaz de charbon de bois, ce qui était nécessaire pour remplacer la diminution des approvisionnements en essence et en pétrole. Les Alliés ont ciblé ces envois, y mettant un terme à la fin de 1944. Outre le charbon de bois, les Japonais d'Indochine comptaient respectivement sur l' éthanol, généralement produit à partir de riz, et sur le butanol comme carburant pour les véhicules à moteur et les avions. 
- Deux distilleries de butanol à Cholon sont devenues la cible de frappes aériennes en février 1944, et les distilleries d'éthanol de Nam Định et Thanh Hóa a été touché plusieurs fois en mars.  À l'été, le Bureau américain de l'Office of Strategic Services (OSS) signalait une augmentation de la production d'alcool dans le nord, au Tonkin, alors même que la famine se propageait.
- En avril-mai, les bombardiers américains ont frappé les usines de filature et de tissage de Haiphong et de Nam Dinh, bien que les villageois aient continué la production de tissu sur les métiers à tisser à main dans les villages voisins.
- En mai, l'United States Army Air Forces a commencé à envoyer des bombardiers B-24 Liberators lors de raids nocturnes au-dessus de Saigon, touchant principalement les installations portuaires et le chemin de fer, mais aussi certains quartiers résidentiels. Le 16 mai, une attaque a tué 213 civils et blessé 843.
- Le 7 février 1945, un B-29 Superfortress, volant de Calcutta à travers la couverture nuageuse, et larguer des bombes par radar, a frappé par erreur un hôpital et une caserne française à Saïgon. Trente Européens et 150 Vietnamiens ont été tués, des centaines d'autres blessés et aucun Japonais n'a été blessé.

La mission de renseignement britannique, la Force 136 a largué par avion plusieurs agents français libres en Indochine au début de 1945. Ils ont fourni des informations détaillées sur les cibles aux quartiers généraux britanniques en Inde et en Chine, qui les ont transmises aux Américains. Les agents français étaient réticents à fournir des informations sur les cibles françaises ou vietnamiennes, et leur contribution la plus importante était liée aux mouvements des navires le long de la côte. Un porte-avions américain a coulé vingt-quatre navires et en a endommagé treize autres en janvier 1945. Un rapport OSS du 19 mars 1945 contient huit pages d'informations d'expédition d'un fonctionnaire français anonyme qui avait des contacts de Saïgon dans le sud à Quy Nhơn dans le Nord. Un autre Français, un pilote de navire civil travaillant pour les Japonais sur la rivière Saïgon, a envoyé des informations d'expédition aux Américains jusqu'en mars, et a même continué avec les Japonais jusqu'à la fin de la guerre sans être découvert. 

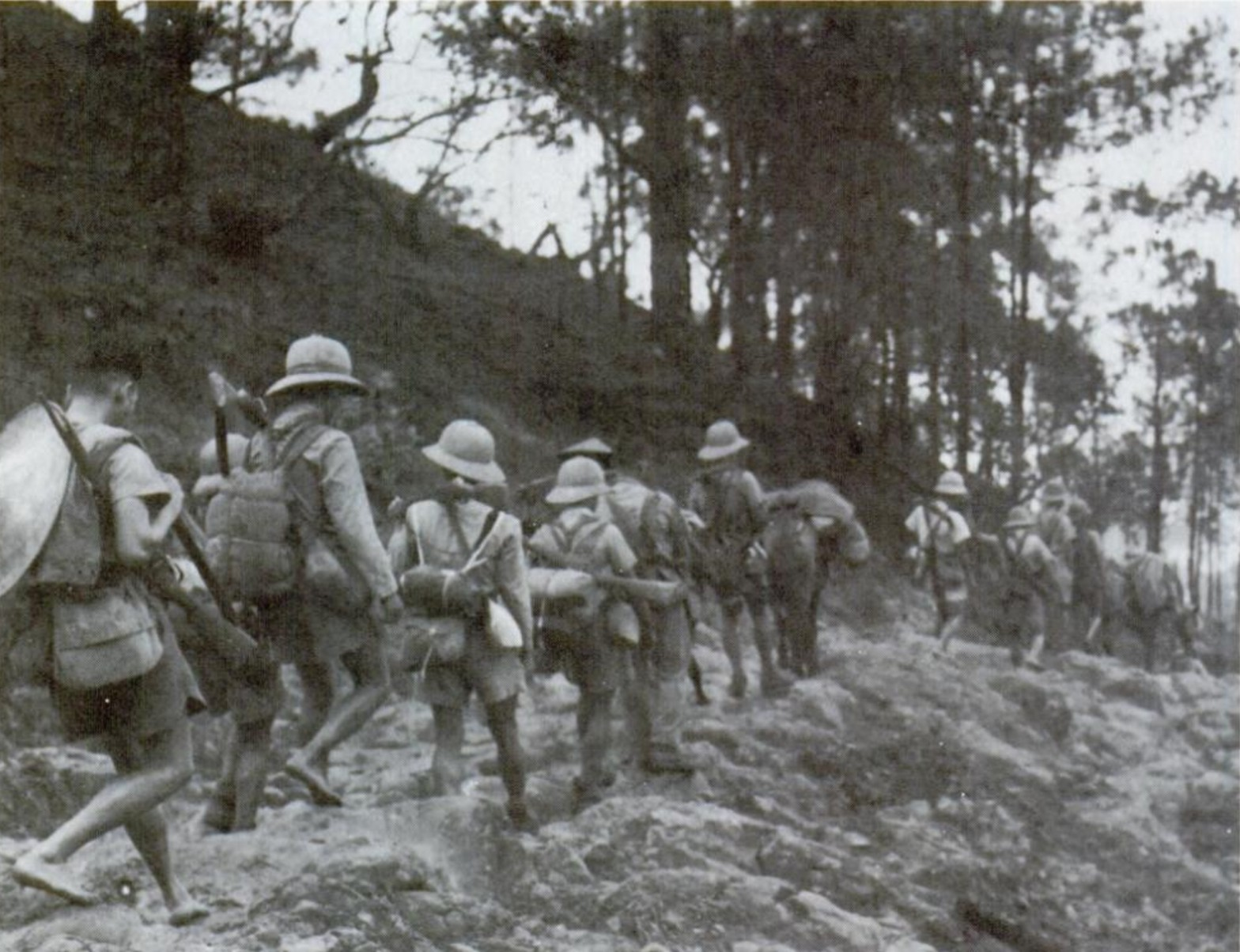
Retraite des troupes françaises lors de l'invasion japonaise en Indochine

Alors que la famine se répandait, le 8 mars 1945, le général Eugène Mordant du Corps Léger d'Intervention a adressé par radio le gouvernement français libre à Paris pour lui demander de faire pression sur les États-Unis pour arrêter les opérations de bombardement contre les ports au nord de Vinh, dans un vain effort pour prévenir de nouvelles pénuries alimentaires. La Fourteenth Air Force ne pouvait pas offrir une couverture aérienne tactique aux Français et aux Indochinois défendant Lạng Sơn du coup de force japonais de 1945 en Indochine les 9-10 mars. Après la capitulation de la citadelle le 12 mars, les bombardiers du XIVe l'ont frappée, tuant par inadvertance plusieurs centaines de tirailleurs vietnamiens qui y étaient internés par les Japonais. *Entre le 12 et le 28 mars, les Américains ont effectué trente-quatre missions de bombardement, mitraillage et reconnaissance au-dessus du Vietnam, bien que le général commandant, Claire Lee Chennault, ait refusé de larguer des armes à la lumière de la situation confuse sur le terrain. Il a cependant laissé parachuter des médicaments. 
La campagne de bombardement américaine a gagné en intensité après la capitulation de l'Allemagne et la victoire en Europe du 8 mai 1945. Le 4 juillet 1945, dans la province de Nam Dinh, des avions américains ont percuté le bateau à vapeur Nam Hai, tuant deux personnes et en hospitalisant vingt-sept (dont deux mourant en route); cinq autres manquaient. Quelques jours plus tard, Haiphong a été frappé, coulant une drague et un quai flottant. Les Japonais ont déplacé leurs navires sur le Mékong depuis Saigon et Cap Saint-Jacques (maintenant Vũng Tàu). Les États-Unis ont également laissé tomber des tracts en français, vietnamien et japonais, et certains étaient bilingues. Ils ont averti les gens de rester à l'écart des chemins de fer, des ponts et des ferries, et les ont mis en garde contre l'aide aux Japonais pour réparer les dommages causés par les bombes: "Nos avions reviendront, et si vous êtes près de la cible, vous serez probablement tué par association." Après la victoire sur le Japon, le 19 août, les habitants de Hanoi ont fait irruption dans les rues et ont enlevé les revêtements noirs des réverbères.

## Campagne de bombardement en Thaïlande

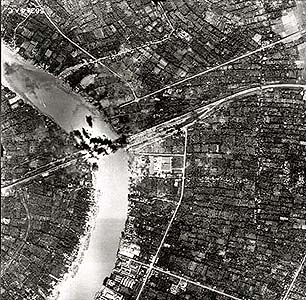
Bombardement du pont Rama VI

Bien que la Thaïlande ait déclaré la guerre aux États-Unis et au Royaume-Uni, elle fut considérée par les Américains comme faite sous la contrainte en raison de l'Invasion japonaise de la Thaïlande et donc nulle. Par contre, les Britanniques ont accepté la déclaration et ont considéré la Thaïlande comme un ennemi. Selon un rapport de décembre 1945, les Alliés ont largué 18.583 bombes sur la Thaïlande, entraînant la mort de 8 711 personnes et la destruction de 9 616 bâtiments, 617 camions, 73 locomotives et 173 autres véhicules. 1 194 bâtiments supplémentaires ont été endommagés. [14] La cible principale de la campagne était Bangkok, la capitale thaïlandaise. Les zones rurales n'ont pratiquement pas été touchées.
En octobre 1944, les Britanniques rapportèrent qu'ils recevaient des "renseignements de haute qualité" de Thaïlande concernant les cibles de bombardement et les résultats de leurs bombardements. L'Office of Strategic Services (OSS) des États-Unis avait une mission en Thaïlande pour soutenir le mouvement de Forces thaïlandaises libres. Des messages fréquents ont été envoyés par des officiers de l'OSS au sol au Commandement de l'Asie du Sud-Est (SEAC) pour implorer une sélection d'objectifs plus sélective en Thaïlande, mais l'OSS avait peu d'influence sur l'armée de l'air.
- Un raid de mitraillage, le 5 mars 1945, sur la gare de Bangkok Noi à Thonburi fit 78 morts parmi les civils et endommagea la maison du politicien thaïlandais Pridi Banomyong, un important allié américain.
- Le 22 mars, un train transportant des soldats thaïlandais a été touché à l'extérieur de Paknampo, bien que les alliés thaïlandais libres aient insisté pour que la ligne de chemin de fer ne soit pas ciblée parce que les troupes transférées pourraient être utiles dans le nord en cas de pause entre la Thaïlande et le Japon.
- Un autre "bombardement aveugle et mitraillage" d'un chemin de fer a tué 400 civils et 50 soldats thaïlandais le 2 avril.
- Le 7 avril, des avions américains ont attaqué l'aérodrome de Don Muang, détruisant plusieurs engins de l'armée de l'air thaïlandaise, dont deux qui venaient d'atterrir avec le commandant de la Phayap Army, la force thaïlandaise occupant alors une partie de la Birmanie. Pendant ce raid, trois Américains (le capitaine Abrahams, le lieutenant Mackenzie et le lieutenant Wimer) ont été capturés par les Thaïlandais.

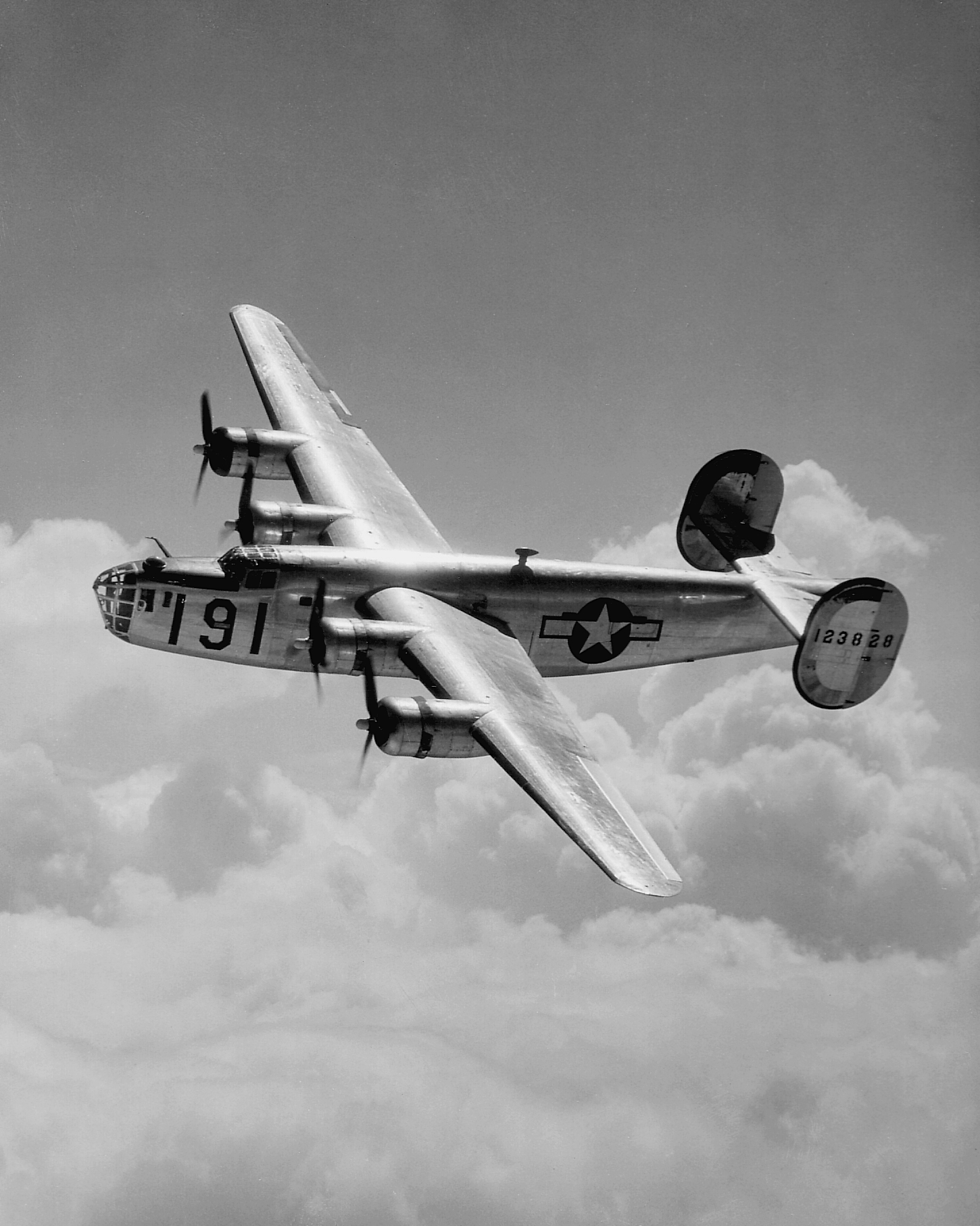
Bombardier B-24

- Le 14 avril 1945, les B-24 Liberators américains et britanniques ont attaqué Bangkok de 15h00 à 17h00, détruisant la centrale électrique de Samsen. Bangkok a été laissée sans électricité ni eau courante, et 200 civils ont été tués.
- Le 18 avril, les Alliés ont de nouveau attaqué Bangkok, frappant les quais de la Borneo Company Limited (en), dont deux ont brûlé pendant au moins deux jours de plus.
- Le 10 juillet, huit B-24 de la Royal Air Force ont tué 90 personnes et en ont blessé 400 dans un raid sur Bangkok.
- Le 13 juillet, Pridi Banomyong a demandé l'arrêt des bombardements alliés, en exhortant à la place des dépliants.
- Le 14 juillet, la gare du terminus de Bangkok a été bombardée.
- Le 29 juillet, la Royal Air Force a bombardé la gare de Bangkok Noi, bien qu'elle ait manqué la gare elle-même et qu'une bombe a atterri sur le campus de l'Université Thammasat, qui avait retenu des internés étrangers jusqu'à son évacuation après le bombardement du 5 mars . Elle ne fut pas la seule université touchée: l'Université Chulalongkorn dut suspendre les cours en janvier 1945 en raison du bombardement.  Un rapport du SEAC du 27 juillet a conclu qu'une interruption de la campagne de bombardement provoquée par les plaintes de Free Thai a seulement encouragé les Japonais, qui connaissaient le contact des Alliés avec des éléments thaïlandais, à faire pression sur les Thaïlandais pour demander l'arrêt du bombardement.